# Kongar-ool Borissowitsch Ondar

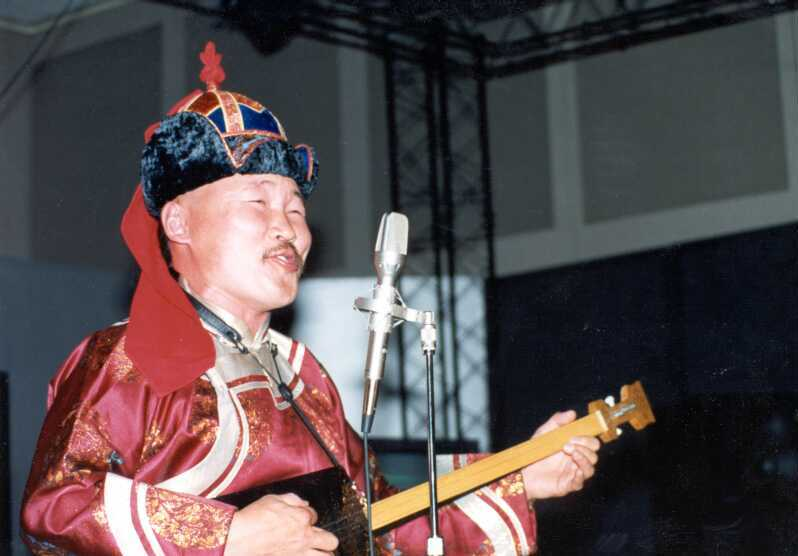
Kongar-ool Ondar bei einem Konzert (1993)

Kongar-ool Borissowitsch Ondar (russisch Конгар-оол Борисович Ондар, wiss. Transliteration Kongar-ool Borisovič Ondar, in englischsprachigen Medien auch Kongar-ol Ondar; * 29. März 1962 in Ijme, Tuwinische ASSR, Sowjetunion; † 25. Juli 2013 in Kysyl, Republik Tuwa, Russland) war ein tuwinischer Musiker und Politiker, der als Kehlkopfsänger international bekannt wurde. Auf Aufnahmen nannte er sich auch kurz Ondar.

## Leben
Kongar-ool Ondar wurde 1962 im Dorf Ijme in der Gegend um den Fluss Chemtschik im Westen Tuwas geboren. Er lernte seinen Vater nie kennen und wuchs bei Verwandten auf. Den tuwinischen Kehlkopfgesang lernte er als Kind bei Nomaden am Lagerfeuer kennen. In seiner Jugend arbeitete Ondar als Sänger und Russischlehrer. In den 1980er Jahren war er zweimal zu Unrecht in sowjetischen Straflagern inhaftiert. Auf Einladung von Gennadi Tumat gründete er das Tuva Ensemble mit, das in Tuwa und Europa auftrat. 1992 gründete er an der Kunsthochschule in Kysyl ein Programm für Kehlkopfgesang.
Der US-amerikanische Unternehmer Ralph Leighton lernte Ondar 1991 bei einer Reise kennen. 1993 arrangierte er kurzfristig Tuwas Teilnahme an der Rose Parade in Pasadena, gemeinsam mit zwei anderen Kehlkopfsängern. Ein anschließendes Konzert im Caltech besuchte auch Matt Groening, der Kontakt zu Frank Zappa herstellte. Ondar nahm noch zwei weitere Male bei der Rose Parade teil und trat in der Fernsehshow Late Night with David Letterman auf. Während des Fackellaufs der olympischen Sommerspiele 1996 trug der die Fackel im US-amerikanischen Bundesstaat Georgia.
Ondars Zusammenarbeit mit dem Blues-Musiker Paul Pena wurde im 1999 erschienenen Dokumentarfilm Genghis Blues festgehalten. Der Film war bei Filmfestivals erfolgreich und wurde für einen Oscar nominiert. Ein Soundtrack-Album erschien.
Ondar war zeitweise Mitglied des tuwinischen Parlaments. Er starb am  25. Juli 2013.

## Rezeption und Einfluss

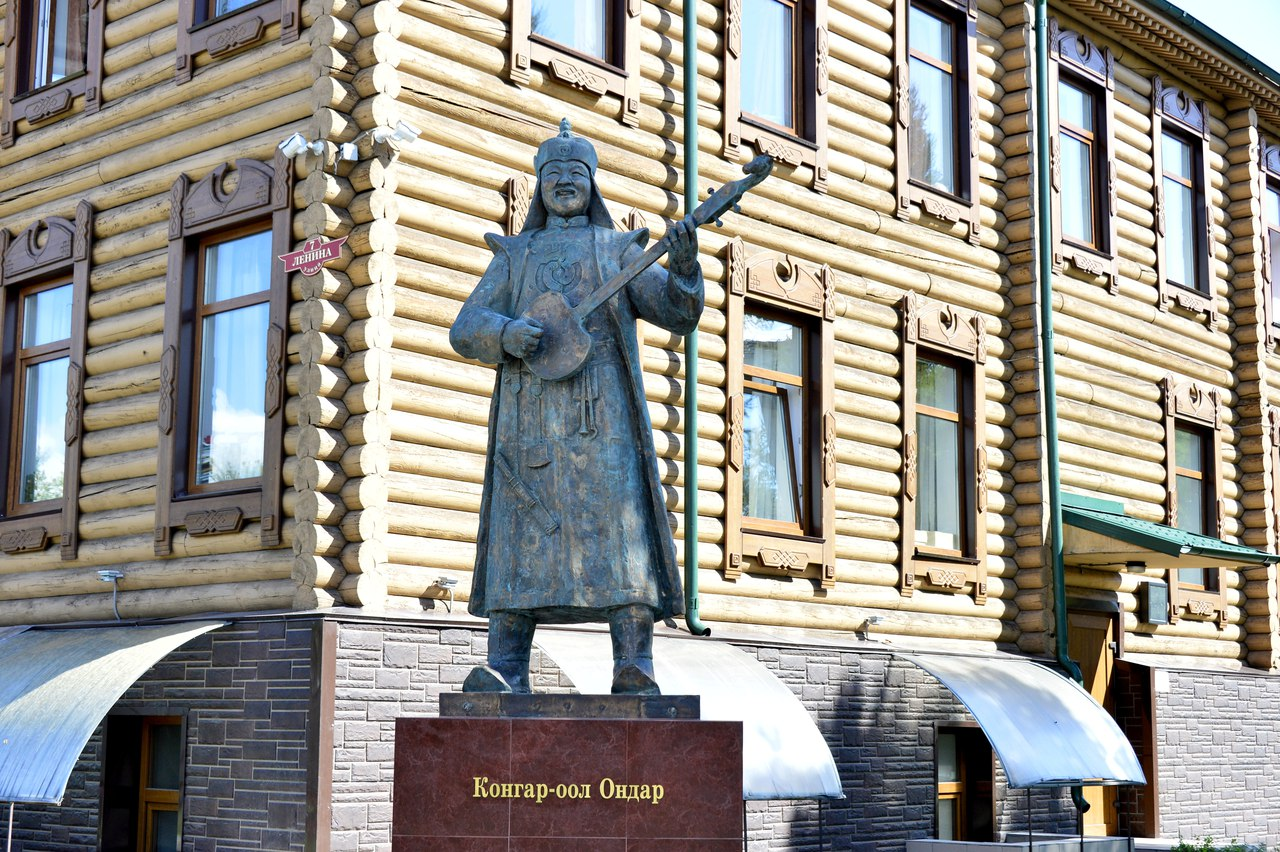
Statue von Ondar vor dem Zentrum für traditionelle tuwinische Kultur und Handwerk in Kysyl

Der US-amerikanische Musikethnologe Theodore Levin schrieb, Ondar habe den Kehlkopfgesang „mehr als jeder andere Tuwiner“ in der US-amerikanischen Pop-Kultur „verankert“. Andere Kehlkopfsänger haben laut Levin verschiedene Meinungen zu Ondars Werk. Während manche es als „Kitsch“ oder für die internationale Bekanntheit des Kehlgesangs „notwendiges Übel“ sähen, verstünden ihn andere als „einfallsreichen Neotraditionalisten.“
Sean Quirk, Freund von Ondar und Musikmanager, sagte, Ondar sei in den 1990er Jahren der einzige offizielle Lehrer des Kehlkopfgesangs in Tuwa gewesen. Die von Quirk gemanagte Band Alash widmete Ondar ihr 2017 erschienenes Album Achai (tuwinisch für etwa Papa). Im Begleitheft des Albums heißt es, Ondar sei ein musikalischer Vater nicht nur für Alash, sondern für eine Generation von 2017 etwa 14 bis 40 Jahre alten tuwinischen Musikern gewesen.

## Diskographie
- 1996: Echoes of Tuva (Tuva Much)[8]
- 1999: Back Tuva Future (Warner Bros.) (als Ondar)[9]
- 2000: Genghis Blues [Original Soundtrack] (Six Degrees/The Orchard) (mit Paul Pena)[5]